# José Carreño Carlón
José Ramón Carreño Carlón (Los Mochis, Sinaloa; 19 de octubre de 1942) es un abogado, académico, periodista y funcionario público mexicano. Fue director general de la editorial mexicana Fondo de Cultura Económica (FCE) de 2013 a 2018.

## Trayectoria
Es licenciado en Derecho por la Facultad de Derecho de la Universidad Nacional Autónoma de México (1960-1964), maestro en Derecho Público Internacional por la Universidad de Leiden y doctor en Comunicación Pública por la Universidad de Navarra, España. Ha sido profesor en el Instituto Tecnológico Autónomo de México (ITAM), en la Benemérita Universidad Autónoma de Puebla; en la Universidad Iberoamericana (1998-2006) en la Facultad de Ciencias Políticas y Sociales y en la Facultad de Economía de la UNAM. Desde 2019, es profesor de tiempo completo en esta casa de estudios, en la Facultad de Derecho.
Como periodista, Carreño Carlón inició su carrera como reportero, fundador y jefe de la sección Internacional del periódico El Día, donde colaboró de 1964 a 1970. En 1977, participó en el grupo fundador del diario Unomásuno, encabezado por Manuel Becerra Acosta, y en el que también destacaron Héctor Aguilar Camín, Miguel Ángel Granados Chapa, Elena Poniatowska, Luis González de Alba, Carlos Monsiváis, Federico Reyes Heroles y Enrique Krauze; los fotógrafos Héctor García y Pedro Valtierra; y los caricaturistas, Magú, Ahumada, El Fisgón, Vásquez Lira, Palomo y Kemch. En 1978 comienza a colaborar como articulista en  Unomásuno y en la revista Nexos —de cuyo Consejo fue miembro más de una década—; y como comentarista en Radio Educación.
En 1984, con algunos de estos periodistas, participó como fundador y accionista del diario La Jornada, teniendo a Carlos Payán como director general. En 1985, junto con Miguel Ángel Granados Chapa, Héctor Aguilar Camín, Carmen Lira Saade y Humberto Musacchio, formó parte del grupo de subdirectores del diario. En 1987, fue galardonado con el Premio Nacional de Periodismo, en la categoría de Artículo de Fondo, por sus colaboraciones en este diario. Ese mismo año, también fungió como subdirector del diario El Universal y del semanario Punto, cuyo director, en ambos casos, fue Benjamín Wong Castañeda. Posteriormente, se desempeñó como director general del periódico El Nacional (1988-1992), en sus distintas ediciones.
Condujo, junto con Gabriela Warkentin y Mario Campos, condujo el programa Agenda Pública en Foro TV.
Como funcionario público, Carreño trabajo durante las administraciones de los presidentes Luis Echeverría y José López Portillo, como director del área de Informe Presidencial. Con López Portillo, también se desempeñó como subdirector del Instituto Nacional Indigenista, que tenía al frente a Ignacio Ovalle. En los años ochenta, luego de diversos cargos al interior del Partido Revolucionario Institucional (PRI), fue elegido como diputado federal por el Distrito XXII del Distrito Federal en la LII Legislatura (1982-1985). Más adelante, ya en la administración del presidente Carlos Salinas de Gortari, fue nombrado director general de Comunicación Social de la Presidencia y Vocero del Gobierno Federal de 1992 a 1994, donde cobró gran visibilidad por su reconocida labor en apuntalar la imagen de Salinas, el programa Solidaridad, y la firma del Tratado de Libre Comercio de América del Norte. 
De 1995 a 1997, Carreño Carlón fue nombrado y ratificado como embajador plenipotenciario de México, ante el Reino de los Países Bajos.
El 15 de enero de 2013 fue designado director del Fondo de Cultura Económica, cargo que ocupó hasta el 30 de noviembre de 2018.

## Reconocimientos
- En 1987, fue galardonado con el Premio Nacional de Periodismo, en la categoría de Artículo de Fondo, por sus colaboraciones en el diario La Jornada.